# نوردن
نوردن (به هلندی: Noorden) یک منطقهٔ مسکونی در هلند است که در نیوکوپ واقع شده‌است. نوردن ۹۷۵ نفر جمعیت دارد.

## نگارخانه

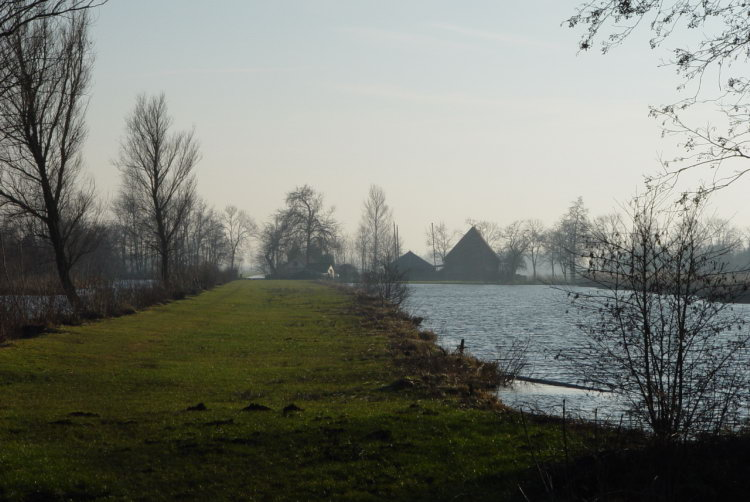
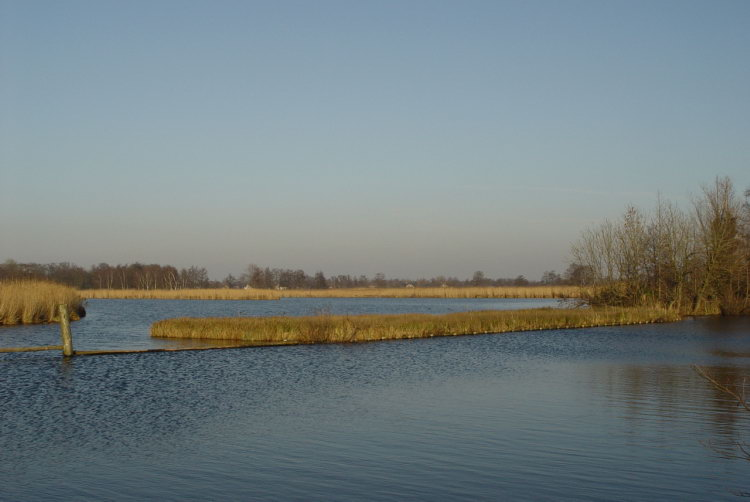
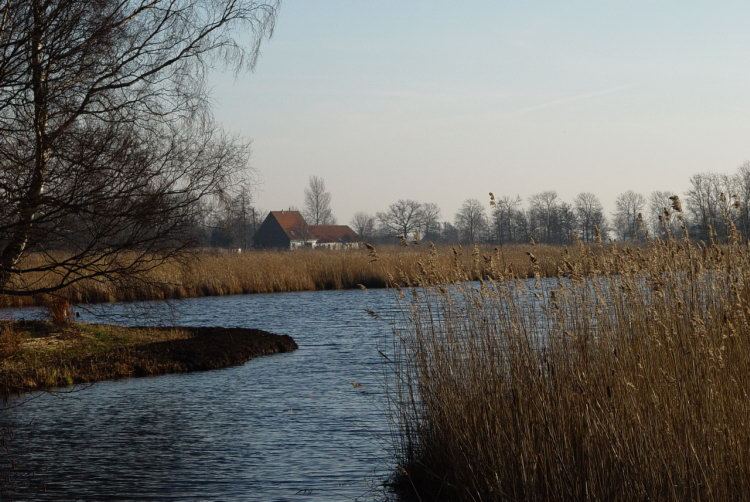
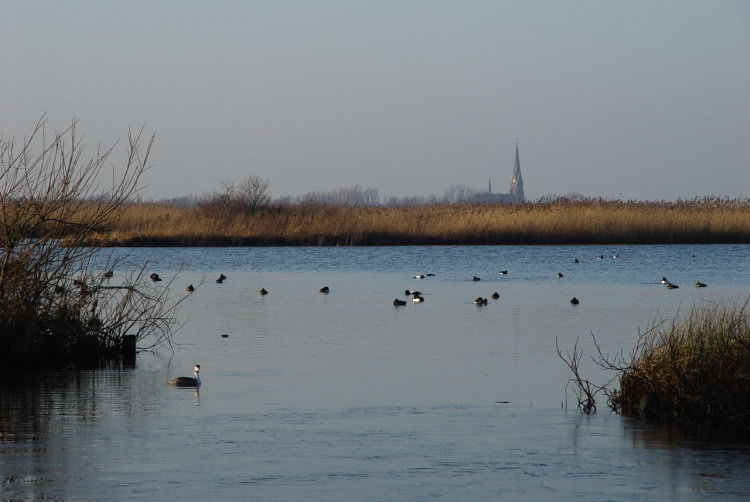
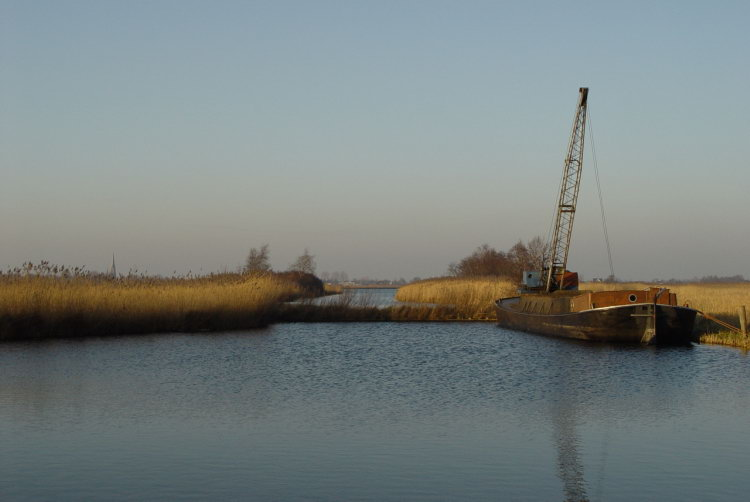
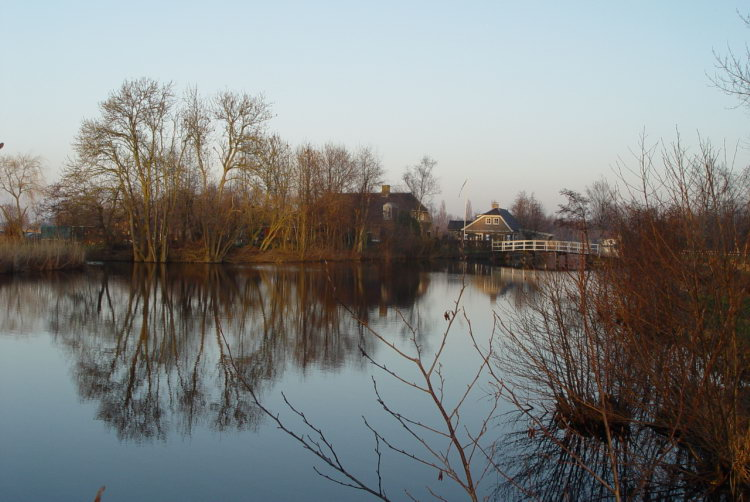
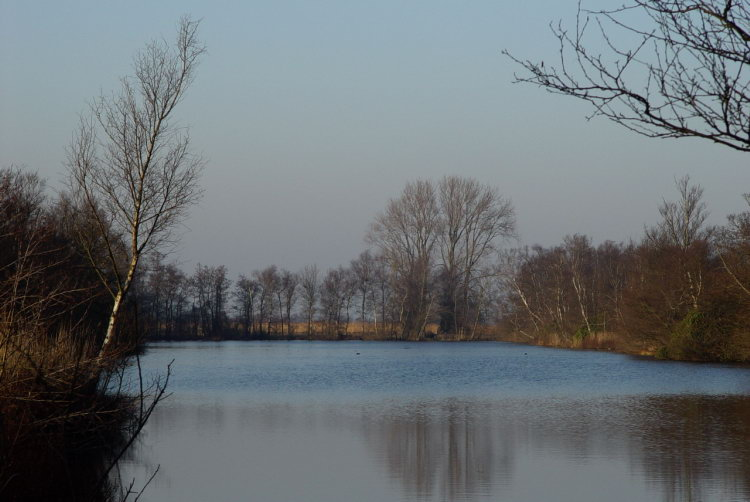